# ラス・ファインゴールド
ラッセル・デイナ・ファインゴールド（英語: Russell Dana Feingold、1953年3月2日 - ）は、アメリカ合衆国の政治家。ウィスコンシン州上院議員、ウィスコンシン州選出連邦上院議員を歴任した。所属政党は民主党。

## 経歴
1953年3月2日にウィスコンシン州ジェーンズビルで、東欧ユダヤ系の家庭に誕生する。祖父母は1917年頃にウィスコンシン州に移住してきたロシアとガリツィアからの移民だった。父のレオン・ファインゴールド（1912–1980）は弁護士で、母のシルヴィア・ファインゴールド（Sylvia Feingold、旧姓はビンストック、1918–2005）は権利書を扱う会社に勤務していた。夫妻には、ラッセルの他に子供が3人いた。少年時代には、ブナイ・ブリス少年機構（BBYO）とアーレフ・ツァーディーク・アーレフに所属していた。
1975年にウィスコンシン大学マディソン校を優秀な成績で卒業後、ローズ奨学制度の奨学金を得てオックスフォード大学モードリン・カレッジで学ぶ。アメリカに戻り、更にハーバード・ロースクールで学んだ。
学業を修めた後は1979年から1985年まで法律事務所で弁護士として働いた。
2001年10月に9.11同時多発テロの後にテロと闘うことを名目にアメリカ国民を監視するための「米国愛国者法」に対して唯一反対票を投じた。その際に、「この戦争をする何よりの目的は自由を守ることです。しかしアメリカ国民の自由を犠牲にすれば戦わずして戦争に負けてしまうことになるのです」と主張した。
2010年の中間選挙で共和党から出馬した実業家のロン・ジョンソンに敗北し、2011年1月3日に連邦上院議員を退任する。